# 821 Fanny
821 Fanny este un asteroid din centura principală, descoperit pe 31 martie 1916, de Max Wolf.